# Stade Français CASG Paris
L'Stade Français CASG Paris és un club de rugbi a 15 francès que participa en el Campionat de França de rugbi a 15. Aquest club és resultat de la fusió de la secció de rugbi de l'Stade Français i del CASG (Club athlétique des sports généraux) de París. El club se l'anomena popularment Stade Français (Paris).

## Història
El club de rugbi de l'Stade Français, fundat l'any 1883, és un dels més antics de la disciplina a França i també un dels clubs de rugbi professional més importants del Campionat de França de rugbi a 15. El 19 de maig de 1892, el club va aconseguir el seu primer títol de campió nacional guanyant (7-3) al seu gran rival, també de París, el Racing Club de France. En total l'Stade Français va guanyar 8 cops el campionat entre 1892 i 1908. Tanmateix l'Stade français va anar caient progressivament en una lenta decadència que el durà a jugar a 3a divisió, situació amb la que encararà els inicis dels anys 90.
Durant els anys 90 l'Stade Français va patir una gran revolució interna quan Max Guazzini, personatge important del món audiovisual francès (antic president del Grup NRJ) i una de les grans fortunes de França, es va fer càrrec del club. Guazzini va revolucionar el club i la seva forma de comunicació. D'aquesta manera va posar animació de cheerladers a l'estadi, música rock i va incorporar a l'equip una camisa de disseny original. El primer gran cop mediàtic es va esdevenir quan la cantant nord-americana Madonna, amiga de Max Guazzini, es va oferir a apadrinar l'Stade français llavors encara a la tercera divisió. Un altre moment important va ser la fusió de Stade français amb el CASG (Club Athlétique des Sports Généraux), que en aquells moments es trobava a punt de desaparèixer. Finalment l'any 1998, noranta anys exactes després del seu darrer títol, l'Stade français va ingressar altre cop a la màxima divisió del rugbi francès. La sorpresa va ser en majúscules quan l'equip parisenc, gràcies al seu entrenador Bernard Laporte, es va endur també el títol el mateix any de l'ascens guanyant a la final l'USAP de Perpinyà a l'Stade de France.

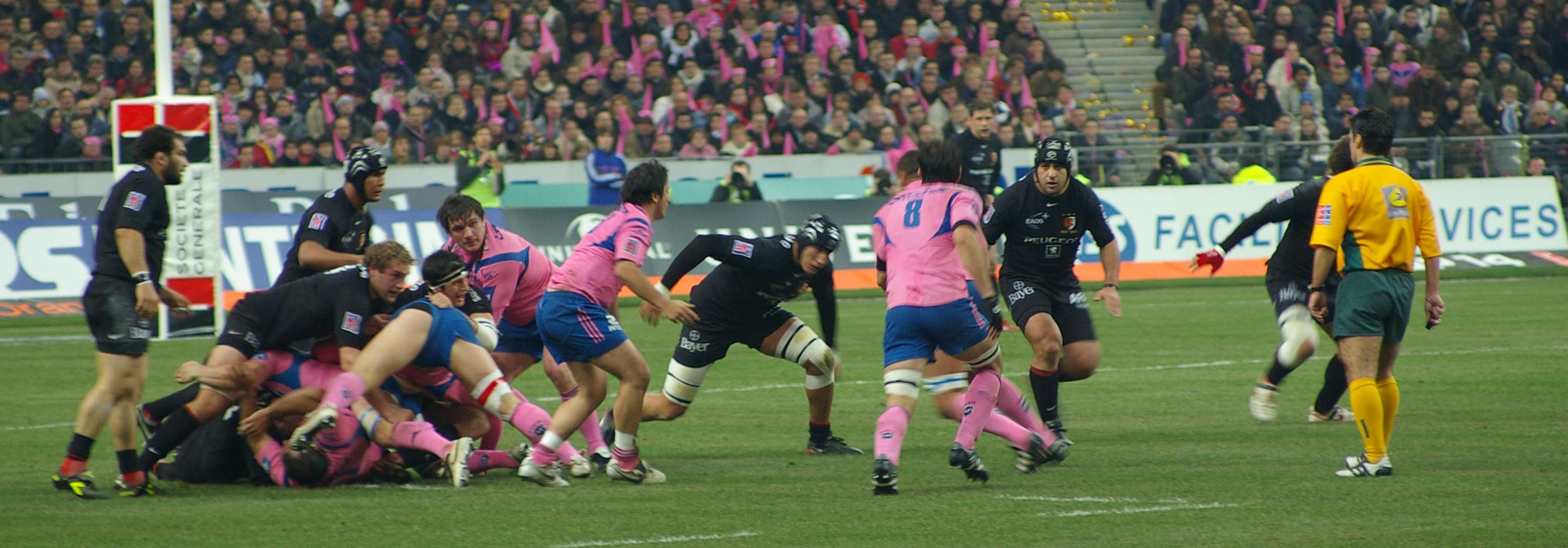
Clàssica entre el Stade français París i el Stade toulousain

A partir d'aquest moment la rivalitat entre l'Stade toulousain i l'Stade français va anar en augment en els anys posteriors. L'Stade français es va endur la lliga el 2000, 2003 i 2004. Ha arribat també a disputar dues finals de la Copa d'Europa, contra el Leicester RFC d'Anglaterra el 2001 i l'Stade toulousain el 2005. Però més enllà dels títols, el gran èxito de l'Stade français és comercial: De manera freqüent l'equip parisenc omple els grans estadis de la capital francesa: El Parc dels Prínceps (50 000 espectadors) o l'Stade de France (80.000). Als mitjans de comunicació francesos parlen sovint de les darreres provocacions del club: calendaris i uniformes atrevits... D'aquesta manera, en una enquesta als parisencs, van afirmar que s'identificaven més amb el club Stade français CASG Paris que amb el Paris Saint-Germain de futbol.

## Jugadors emblemàtics
- Període "pre Max Guazzini": Jacques Chaban-Delmas, Pierre Gauderman, P. do Rio Branco da Silva Paranhos, Roland Garros, Alban Moga, Antoine de Saint-Exupéry.

- Període "Max Guazzini": Denis Charvet, Jean-Baptiste Lafond, Christophe Moni, Olivier Roumat, Fabien Galthié, Fabrice Landreau, Christophe Dominici, Diego Domínguez, Christophe Juillet, Thomas Lombard, Franck Comba, Sylvain Marconnet, Pieter de Villiers, Agustín Pichot, Ignacio Corleto, Juan Martín Hernández.

## Palmarès
- Campionat de França de rugbi a 15
  - Campió: 1893, 1894, 1895, 1897, 1898, 1901, 1903, 1908, 1998, 2000, 2003, 2004 i 2007 (13)
  - Finalista: 1896, 1899, 1904, 1905, 1906, 1907, 1927 i 2005
- Copa d'Europa de rugbi a 15
  - Finalista: 2001 i 2005
- European Challenge Cup
  - Finalista : 2011
- Challenge Yves du Manoir
  - Campió: 1999
- Copa de l'Esperança
  - Finalista: 1916

## Les finals de l'Stade français

### Campionat de França
| Data de la final      | Vencedor              | Finalista             | Resultat | Lloc de la final                | Espectadors |
| 20 de març de 1892    | Racing club de France | Stade Français        | 4-3      | Bagatelle, París                | 2.000       |
| 19 de maig de 1893    | Stade Français        | Racing club de France | 7-3      | Bécon-les-Bruyères              | 1.200       |
| 18 de març de 1894    | Stade Français        | Inter NOS             | 18-0     | Bécon-les-Bruyères              | 1.500       |
| 17 de març de 1895    | Stade Français        | Olympique de Paris    | 16-0     | Vélodrome, Courbevoie           | ...         |
| 5 d'abril de 1896     | Olympique de Paris    | Stade Français        | 12-0     | Vélodrome, Courbevoie           | ...         |
| 1897                  | Stade Français        | Olympique de Paris    | 10-8     | ...                             | ...         |
| 1898                  | Stade Français        | Racing club de France | 10-6     | ...                             | ...         |
| 30 d'abril de 1899    | Stade Bordelais UC    | Stade Français        | 5-3      | Route du Médoc, Le Bouscat      | 3.000       |
| 31 de març de 1901    | Stade Français        | Stade Bordelais UC    | 0-3      | Route du Médoc, Le Bouscat      | ...         |
| 26 d'abril de 1903    | Stade Français        | SOE Toulouse          | 16-8     | Prairie des Filtres, Tolosa     | 5.000       |
| 27 de març de 1904    | Stade bordelais UC    | Stade Français        | 3-0      | La Faisanderie, Saint-Cloud     | 2.000       |
| 16 d'abril de 1905    | Stade Bordelais UC    | Stade Français        | 12-3     | Route du Médoc, Le Bouscat      | 6.000       |
| 8 d'abril de 1906     | Stade Bordelais UC    | Stade Français        | 9-0      | Parc dels Prínceps, París       | 4.000       |
| 24 de març de 1907    | Stade Bordelais UC    | Stade Français        | 14-3     | Route du Médoc, Le Bouscat      | 12.000      |
| 5 d'abril de 1908     | Stade Français        | Stade Bordelais UC    | 16-3     | Colombes                        | 10.000      |
| 29 de maig de 1927    | Stade Toulousain      | Stade Français        | 19-9     | Stade des Ponts Jumeaux, Tolosa | 20.000      |
| 16 de maig de 1998    | Stade Français        | USAP de Perpinyà      | 34-7     | Stade de France, Saint-Denis    | 78.000      |
| 15 de juliol del 2000 | Stade Français        | US Colomiers          | 28-23    | Stade de France, Saint-Denis    | 78.000      |
| 7 de juny de 2003     | Stade Français        | Stade Toulousain      | 32-18    | Stade de France, Saint-Denis    | 78.000      |
| 26 de juny de 2004    | Stade Français        | USAP Perpinyà         | 38-20    | Stade de France, Saint-Denis    | 79.722      |
| 11 de juny de 2005    | Biarritz olympique    | Stade Français        | 37-34 AP | Stade de France, Saint-Denis    | 79.475      |
| 9 de juny de 2007     | Stade Français        | ASM Clermont-Auvergne | 23-18    | Stade de France, Saint-Denis    | 80.000      |

### Copa d'Europa
| Data de la final   | Vencedor         | Finalista      | Resultat | Lloc de la final              | Espectadors |
| 19 de maig de 2001 | Leicester Tigers | Stade français | 34-30    | Parc des Princes, París       | 44.000      |
| 22 de maig de 2005 | Stade Toulousain | Stade français | 18-12 AP | Murrayfield Stadium, Edimburg | 51.326      |